# アビストH&F
アビストH&F（アビストエイチアンドエフ）は、熊本県菊池市に本社を置いていた飲料水製造販売会社。
2023年2月、自動車部品の設計などを行う親会社であるアビストに合併し解散。現在はアビストの事業部となっている。

## 事業所・工場
- 本社（当時）・工場 - 林原・蘇崎工業団地（熊本県菊池市七城町）

## 取扱い商品
- 「浸みわたる水素水」
  - 熊本県菊池渓谷産の水を使用
  - 受注生産方式
- 「puluo」
  - 飲む美容水
  - 機能性表示食品

## メディア・CM

### テレビ・ラジオ
- 2014年9月10日 テレビ埼玉のGirl's Happy Styleにて紹介。
- 2014年11月より ニッポン放送にてCM放送。
- 2014年11月より 東京メトロポリタンテレビジョン 5時に夢中!にてCM放送。
- 2014年11月より フジテレビジョン ドラマチックαにてCM放送。
- 2015年2月 東京メトロポリタンテレビジョンにてCM放送。

### 新聞・雑誌
- 2014年3月22日 VOLT 5月号にて紹介。
- 2014年4月12日 GINZA 5月号にて紹介。
- 2014年6月2日 Karada LEON 第1号にて紹介。
- 2014年6月16日 FYTTE 8月号にて紹介。
- 2014年8月23日 MAQUIA 10月号にて紹介。
- 2014年9月26日 ダイヤモンドZAi 11月号にて広告掲載。
- 2014年10月18日 ナンプレマガジン 12月号にて広告記載。
- 2014年12月4日 読売新聞（首都圏版）にて一面広告掲載。
- 2015年1月15日 女性セブン 1/29号にて広告掲載。
- 2015年2月17日 美ST 4月号にて広告掲載。
- 2015年3月6日 読売新聞（神奈川県版）にて一面広告掲載。
- 2015年3月16日 日本農業新聞にて広告掲載。
- 2015年5月28日 女性セブン 2015年6月11日号にて紹介。